# Neoblacodes friedae
Neoblacodes friedae är en fjärilsart som beskrevs av Sergius G. Kiriakoff 1959. Neoblacodes friedae ingår i släktet Neoblacodes och familjen tandspinnare. Inga underarter finns listade i Catalogue of Life.